# 古澤家住宅
古澤家住宅（ふるさわけじゅうたく）は兵庫県神戸市東灘区の深江文化村とよばれる地区にある歴史的建造物。
雪国によくみられる急勾配の切妻屋根を特徴とする西洋館。設計はロシア人建築家ラディンスキーで、1925年に竣工した。建設当初はロシア革命を逃れて日本に来たロシア人が居住していたと伝わる。
主屋と附属屋の2棟が国の登録有形文化財に登録されている。

## 建築概要
- 設計 - ラディンスキー
- 竣工 - 1925年
- 構造 - 木造、地上2階、天然スレート瓦葺
- 所在地 - 〒658-0022 兵庫県神戸市東灘区深江南町1-3